# Route nationale 188
Die Route nationale 188, kurz N 188 oder RN 188, ist eine französische Nationalstraße.

## Aktueller Straßenverlauf
Die aktuelle Nationalstraße stellt eine 500 Meter lange Verbindung zwischen der Ausfahrt Nr. 8 der Autobahn 10 mit einer Straßenkreuzung mit der Departementsstraße 188 in Villebon-sur-Yvette dar.

## Historischer Straßenverlauf
Die historische Nationalstraße wurde 1824 zwischen Antony und Chartres festgelegt. Ihre Länge betrug 73 Kilometer. 1949 wurde der Abschnitt zwischen Ablis und Chartres von der Nationalstraße 10 übernommen. Dadurch verkürzte sich die Länge auf 45 Kilometer. 1973 wurde der Abschnitt zwischen der Nationalstraße 446 (heutige Nationalstraße 118) und Ablis abgestuft, der Rest 2006. Zwischen Massy und Gometz-la-Ville wurde die N 188 so nach und nach auf Umgehungsstraßen gelegt, die teilweise als Schnellstraße ausgebaut sind, jedoch nicht mehr als N 188 ausgewiesen sind.